# Акбунар, Халиль
Халиль Акбунар (тур. Halil Akbunar; 9 ноября 1993 года, Измир) — турецкий футболист, полузащитник турецкого клуба «Эюпспор» и сборной Турции. Выступает за «Пендикспор» на правах аренды.

## Клубная карьера
Халиль Акбунар начинал свою карьеру футболиста в клубе «Гёзтепе» из своего родного Измира. 14 января 2012 года он дебютировал в турецкой Первой лиге, выйдя в основном составе в домашнем матче с «Карталспором». 25 марта того же года Халиль Акбунар забил свой первый гол на профессиональном уровне, ставший единственным и победным в гостевом поединке против «Сакарьяспора».
В 2013 году «Гёзтепе» вылетел из Первой лиги и сумел вернуться туда спустя два года. Сезон 2015/16 Халиль Акбунар провёл на правах аренды за другую команду Первой лиги «Элязыгспор». В 2017 году «Гёзтепе» вышел в Суперлигу. 12 августа того же года Халиль Акбунар дебютировал в главной турецкой лиге, выйдя на замену в домашней игре с «Фенербахче».

## Карьера в сборной
19 марта 2021 года получил вызов в сборную Турции главным тренером Шенолом Гюнешем для участия в матчах отборочного турнира чемпионата мира 2022 года против сборных Нидерландов, Норвегии и Латвии. 27 марта 2021 года дебютировал в сборной Турции в выездном матче отборочного турнира чемпионата мира 2022 против сборной Норвегии (3:0), выйдя на замену на 86-й минуте вместо Бурака Йылмаза.

## Достижения
«Гёзтепе»
- Победитель Красной группы Второй лиги Турции (1): 2014/15